# Дюпюи, Шарль-Франсуа
Шарль-Франсуа Дюпюи (фр. Charles-François Dupuis; 26 октября 1742, Три-Шато, Уаза, Франция — 29 сентября 1809, Эшван, И-сюр-Тий, Франция) — французский учёный, политический деятель и философ.

## Биография
Родился в семье сельского учителя. Благодаря блистательным способностям уже в 1766 году стал профессором риторики.
Под влиянием Лаланда заинтересовался астрономией в её связи с мифологией. Объяснял мифологические и религиозные представления как астрономические аллегории. Его взгляды, изложенные в «Mémoires sur l’origine des constellations et sur l’explication de la fable par l’astronomie» (1781), наделали немало шуму. Его труды («Происхождение всех культов или всеобщая религия» и другие) оказали влияние на становление мифологического направления в исследовании христианства.
В 1787 году профессор латинского красноречия в Коллеж де Франс. Член Академии надписей c 1788 года.
Занимался политической деятельностью. В 1792 году был избран членом Национального конвента, в дальнейшем член Совета пятисот и законодательного корпуса (до 1802), в котором одно время был президентом.
Свой главный труд «Origine de tous les cultes, ou religion universelle» Дюпуи долго не печатал из боязни клерикалов, пока, наконец, его не издал клуб кордельеров (1794, нов. изд. 1835—1837). «Abrégé» (краткий пересказ; 1798) из него выдержал массу изданий. В 1806 году Дюпюи был награждён орденом Почётного легиона.
Также Дюпюи приписывают изобретение оптических телеграфов (в 1778), только улучшенных Шаппом.

## Список сочинений
- «Mémoire sur l’origine des constellations et sur l’explication de la fable par le moyen de l’astronomie» (1781)
- «Происхождение всех культов или всеобщая религия» (L’origine de tous les cultes, ou la religion universelle, 3 т. или 12 т. с илл.; 1795. Переизд. 1822 и 1835—1836).
- «Abrégé de l’origine de tous les cultes» (1798; изд. 1847)
- «Dissertation sur le zodiaque de Tentyra ou Denderah» (1802)
- «Sur le zodiaque de Tentyra» dans la Revue philosophique (май 1806)
- «Mémoire explicatif du zodiaque chronologique et mythologique» (1806) — доказательство тождества астрономических представлений и религиозных мифов у древних народов.